# Strängbetong
Aktiebolaget Strängbetong är en svensk tillverkare av prefabricerade betongelement. 

## Historia

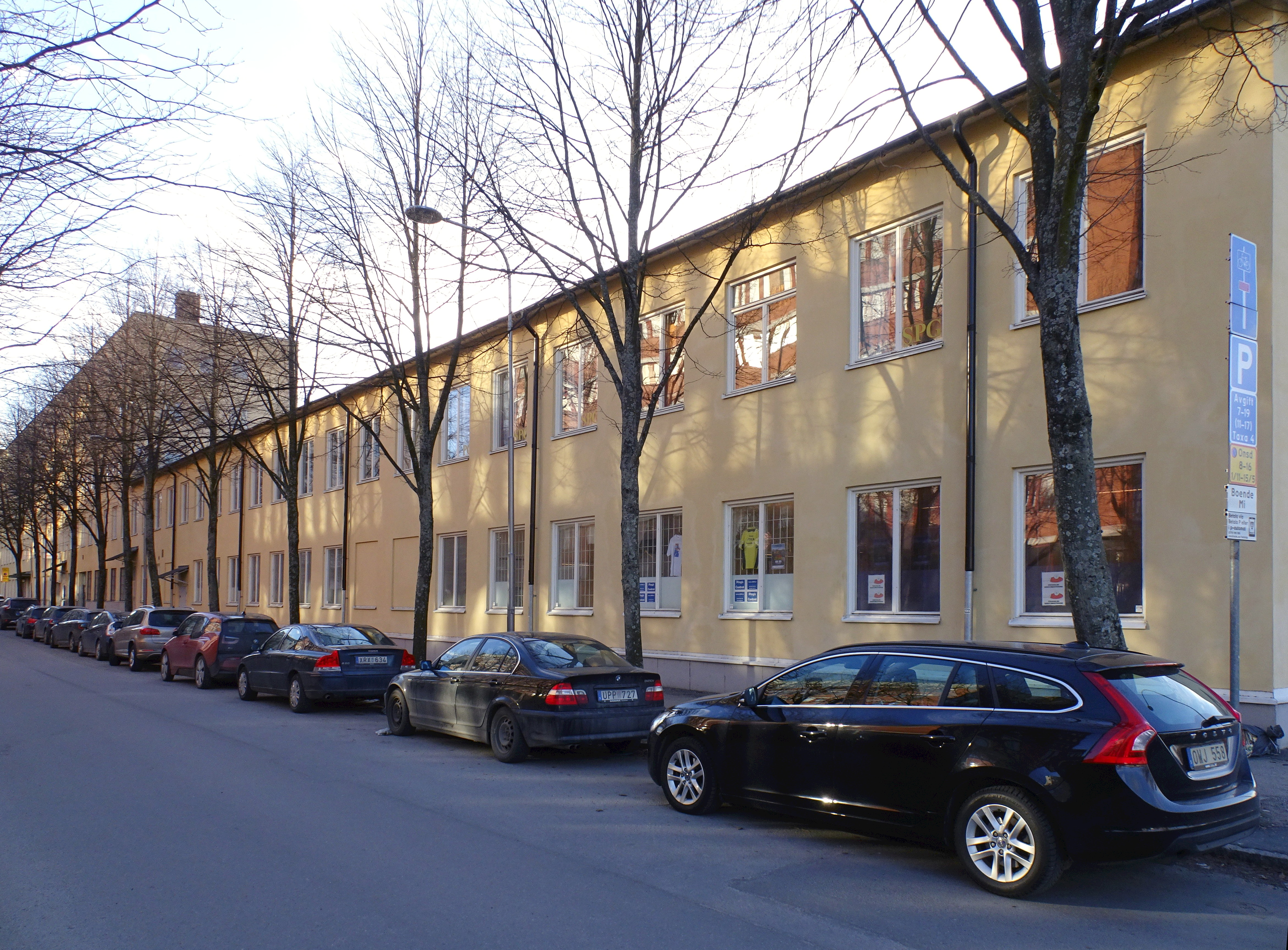
Strängbetongs första fabrik vid Mejerivägen i Liljeholmen.

År 1939 förvärvade AB Betongindustri en ensamlicens i Sverige på den av den tyske ingenjören Ewald Hoyer 1937 patenterade metoden att armera betong med spända ståltrådar för bättre hållfasthet. Man började experimentera med metoden och testerna föll väl ut. Det av tyskans Stahlsaitenbetong direktöversatta ”strålsträngbetong” var för krångligt, varför det kom att kallas "strängbetong" och det fick även bli företagets namn.
Den första fabriken anlades 1942 i kvarteret Tryckeriet i stadsdelen Liljeholmen, Stockholm. Fabriksbyggnaden ritades av Axel Eriksson som var Betongindustris första direktör samt arkitekt och uppfinnare av lättbetongen. Anläggningen existerar fortfarande men är numera ombyggd till tre idrottshallar som går under namnet Liljeholmshallen.
Spända ståltrådar, strängar, användes för förspänning. Slogs det på strängarna, uppstod toner; vid tonen A var spänningen den rätta. Strängbetong var länge den gängse benämningen på förspänd betong. 1952 fick man sin första montageavdelning. Från början var Strängbetong en del av Betongindustris verksamhet. Strängbetong blev 1954 ett fristående dotterbolag. År 1958 startade Veddigefabriken och 1962 fabriken i Kungsör. 1997 förvärvades företaget av Consolis.

## Strängbetong idag

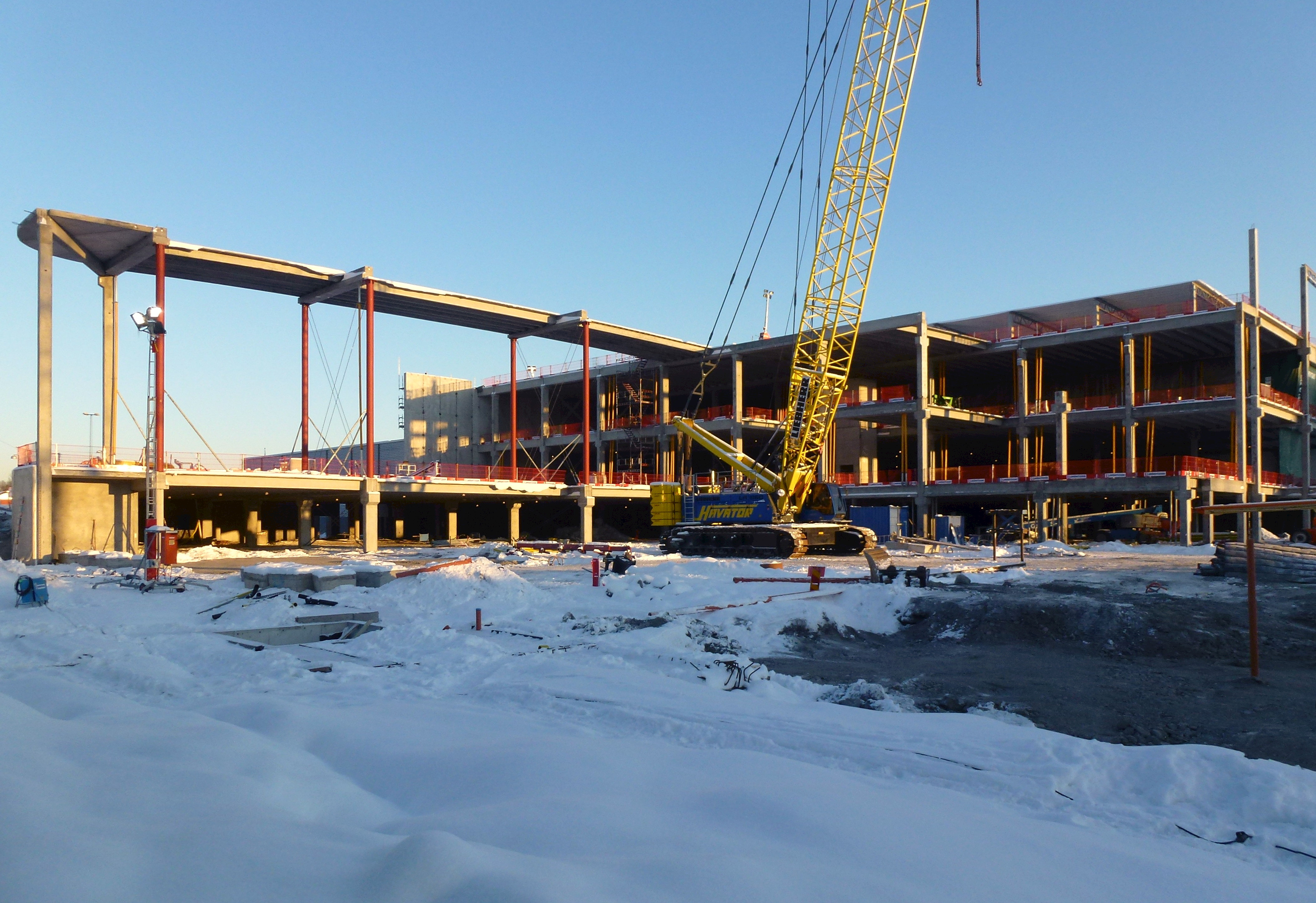
Kungens Kurva shoppingcenter, Stängbetongs prefabstomme under montage, januari 2013.

Företaget har sju fabriker i Veddige, Herrljunga, Örebro, Kungsör, Norberg, Hudiksvall och Långviksmon. Strängbetong åtar sig även entreprenader och står för montaget och vad övrigt som hör samman med elementbyggtekniken. Strängbetong ingår i Consoliskoncernen med Bain Capital som huvudägare. Strängbetong är Sveriges största tillverkare av prefabricerade betongelement.
Bland byggnader med betongstommen tillverkad av Strängbetong kan nämnas Malmö Arena, Nya Malmö Stadion, Emporia och Friends Arena.